# Hunyady József (színművész)
Hunyady József (Béltelek, 1860. – Nagyvárad, 1914. február 27.) színész, operaénekes (bariton), színházi rendező.

## Életpályája
1878-ban lépett először színpadra Mándoky Bélánál. 1887-től a Népszínház tagja volt. 1893–1897 között, majd 1905–1908 között Aradon játszott. 1894-ben és 1909-től Nagyváradon játszott. 1898-ban Pécsen szerepelt. 1899-ben Újvidékre került. 1900-ban Kassán volt látható. 1903-ban Pozsonyban lépett fel. 1905-ben Fiuméban szerepelt.

## Családja
Szülei: Hunyadi Sándor járási főszolgabíró, anyja gencsi Balásházy Katalin (1829–1896) volt. Hunyady Margit (1854–1906) színésznő testvére volt. Felesége, Kőrössy Juci (1876–?) színésznő volt, akivel Nagyváradon házasodott meg 1894-ben.

## Színházi szerepei
- Kacsóh Pongrác: János vitéz – János vitéz; Bagó
- Offenbach: Szép Heléna – Achilles
- Hauptmann: Henschel fuvaras – Ferkó
- Csepreghy: Sárga csikó – Laci